# Virgil Popoviciu
Virgil Popoviciu (n. 1865, Hațeg, județul Hunedoara – d. 1943, Hațeg, județul Hunedoara) a fost un deputat în Marea Adunare Națională de la Alba Iulia , organismul legislativ reprezentativ al „tuturor românilor din Transilvania, Banat și Țara Ungurească”, cel care a adoptat hotărârea privind Unirea Transilvaniei cu România, la 1 decembrie 1918 :p. 220.

## Biografie
A făcut școala primară din sat, iar apoi Școala Comercială din Sibiu :p. 220.

## Activitatea politică
Ca deputat în Adunarea Națională din 1 decembrie 1918 a fost delegat al Cercului electoral Hațeg :p. 220.